# Elisabeth van Leiningen
Elisabeth van Leiningen († 20 juni ca. 1235/38), Duits: Elisabeth Gräfin von Leiningen, was een gravin uit het Huis Leiningen en door huwelijk gravin van Nassau. Als weduwe voerde zij de titel gravin van Schowenburg.

## Biografie

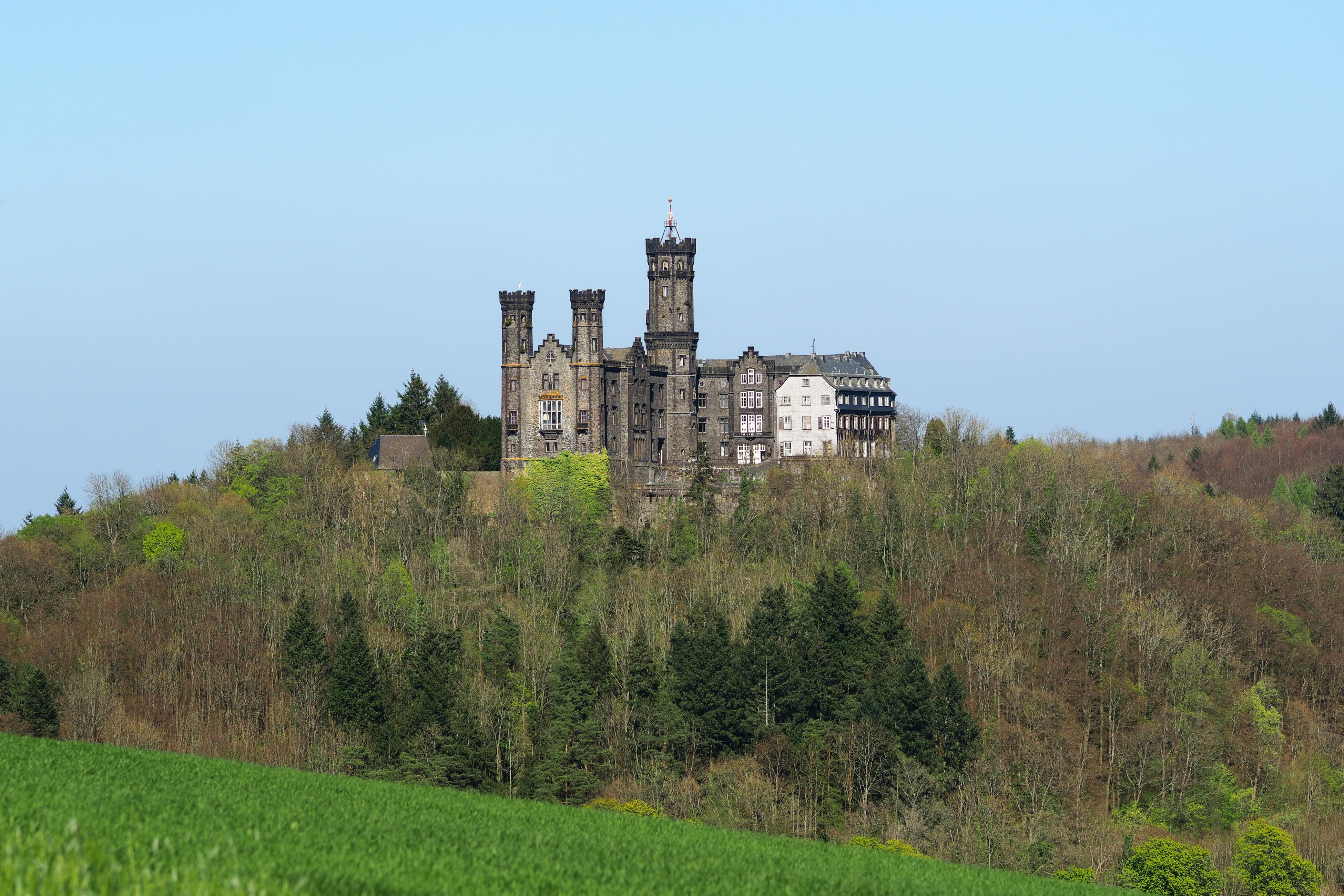
De Burcht Schaumburg vanuit het westen

Elisabeth was een dochter van graaf Emico III van Leiningen. Ze huwde in of vóór 1169 met graaf Rupert III ‘de Strijdbare’ van Nassau († 23/28 december 1191).
Elisabeths echtgenoot wordt tussen 1160 en 1190 vermeld als graaf van Nassau. Hij nam deel aan de Derde Kruistocht onder keizer Frederik I ‘Barbarossa’; het lijkt erop dat hij het tot na de inname van Akko heeft volgehouden en vervolgens op de terugweg op zee overleden is.
‘Elysa comitissa dicta de Schowenburg, relicta … Ruperti comitis de Nassowe’ verkocht bezit aan Klooster Johannisberg, met toestemming van ‘Hermanni comitis de Virneburg et Luccardis conthoralis ipsius filie nostre advocatiam et iudicium ville Steinheim’, in een oorkonde gedateerd 27 februari 1204.
Bij het overlijden van haar broer graaf Frederik II van Leiningen ca. 1217/20 erfde Elisabeth een derde deel van de Burcht Schaumburg bij Balduinstein en de bijbehorende heerlijkheid. Haar deel kwam na haar overlijden in bezit van haar kleinzoons, de graven Rupert I en Hendrik I van Virneburg.
‘Lucardis comitissa de Sarebrugen … cum sororibus nostris Alverade quondam comitissa de Cleberc et Elysa quondam etiam comitissa de Nassowe’ schonken bezit aan de Dom van Limburg in een oorkonde uit 1235.

De necrologie van Klooster Arnstein registreerde het overlijden van ‘Elizabetis comitisse de Nassauwe, que legavit nobis elemosinam bonam’ op 20 juni.

## Kinderen
Uit het huwelijk van Elisabeth en Rupert werden geboren:
1. Herman († 16 juli vóór 1206), graaf van Nassau 1190–1192.
2. Lucardis († vóór 1222), huwde vóór 27 februari 1204 met graaf Herman III van Virneburg († na 1254).[noot 2]

## Voorouders
| Voorouders van Elisabeth van Leiningen | Voorouders van Elisabeth van Leiningen                 | Voorouders van Elisabeth van Leiningen                 | Voorouders van Elisabeth van Leiningen           | Voorouders van Elisabeth van Leiningen           | Voorouders van Elisabeth van Leiningen       | Voorouders van Elisabeth van Leiningen       | Voorouders van Elisabeth van Leiningen       | Voorouders van Elisabeth van Leiningen       |
| -------------------------------------- | ------------------------------------------------------ | ------------------------------------------------------ | ------------------------------------------------ | ------------------------------------------------ | -------------------------------------------- | -------------------------------------------- | -------------------------------------------- | -------------------------------------------- |
| Betovergrootouders                     | Emico I van Leiningen ? (?–na 1131) ⚭ ? (?–?)          | ? (?–?) ⚭ ? (?–?)                                      | ? (?–?) ⚭ ? (?–?)                                | ? (?–?) ⚭ ? (?–?)                                | ? (?–?) ⚭ ? (?–?)                            | ? (?–?) ⚭ ? (?–?)                            | ? (?–?) ⚭ ? (?–?)                            | ? (?–?) ⚭ ? (?–?)                            |
| Overgrootouders                        | Emico II van Leiningen (?–na 1179) ⚭ Elisa (?–na 1179) | Emico II van Leiningen (?–na 1179) ⚭ Elisa (?–na 1179) | ? (?–?) ⚭ ? (?–?)                                | ? (?–?) ⚭ ? (?–?)                                | ? (?–?) ⚭ ? (?–?)                            | ? (?–?) ⚭ ? (?–?)                            | ? (?–?) ⚭ ? (?–?)                            | ? (?–?) ⚭ ? (?–?)                            |
| Grootouders                            | Frederik I van Leiningen ? (?–1190/93) ⚭ ? (?–?)       | Frederik I van Leiningen ? (?–1190/93) ⚭ ? (?–?)       | Frederik I van Leiningen ? (?–1190/93) ⚭ ? (?–?) | Frederik I van Leiningen ? (?–1190/93) ⚭ ? (?–?) | ? (?–?) ⚭ ? (?–?)                            | ? (?–?) ⚭ ? (?–?)                            | ? (?–?) ⚭ ? (?–?)                            | ? (?–?) ⚭ ? (?–?)                            |
| Ouders                                 | Emico III van Leiningen ? (?–1208) ⚭ ? (?–?)           | Emico III van Leiningen ? (?–1208) ⚭ ? (?–?)           | Emico III van Leiningen ? (?–1208) ⚭ ? (?–?)     | Emico III van Leiningen ? (?–1208) ⚭ ? (?–?)     | Emico III van Leiningen ? (?–1208) ⚭ ? (?–?) | Emico III van Leiningen ? (?–1208) ⚭ ? (?–?) | Emico III van Leiningen ? (?–1208) ⚭ ? (?–?) | Emico III van Leiningen ? (?–1208) ⚭ ? (?–?) |